# Cercospora baliospermi
Церкоспора баліоспермі (Cercospora baliospermi) — вид грибів роду Церкоспора (Cercospora). Гриб вперше класифіковано у 1965 році.